# Огрський край
О́грський край (латис. Ogres novads) — адміністративно-територіальна одиниця Латвійської Республіки. Розташований у центральній частині країни, в історичному регіоні Ліфляндія. Адміністративний центр — Огре. Створений 2021 року. Площа — 1839,4 км². Населення — 57 617 осіб (2021). До складу краю входять 4 міста і 16 волостей.

## Історія
Край утворений 1 липня 2021 року шляхом об'єднання Огрського, Ікшкільського, Кегумського та Лієлвардського країв, після адміністративно-територіальної реформи Латвії 2021 року.

## Адміністративний поділ
- 4 міста - Ікшкіле, Кегумс, Лієлварде, Огре
- 16 волостей